# Mount Whitney

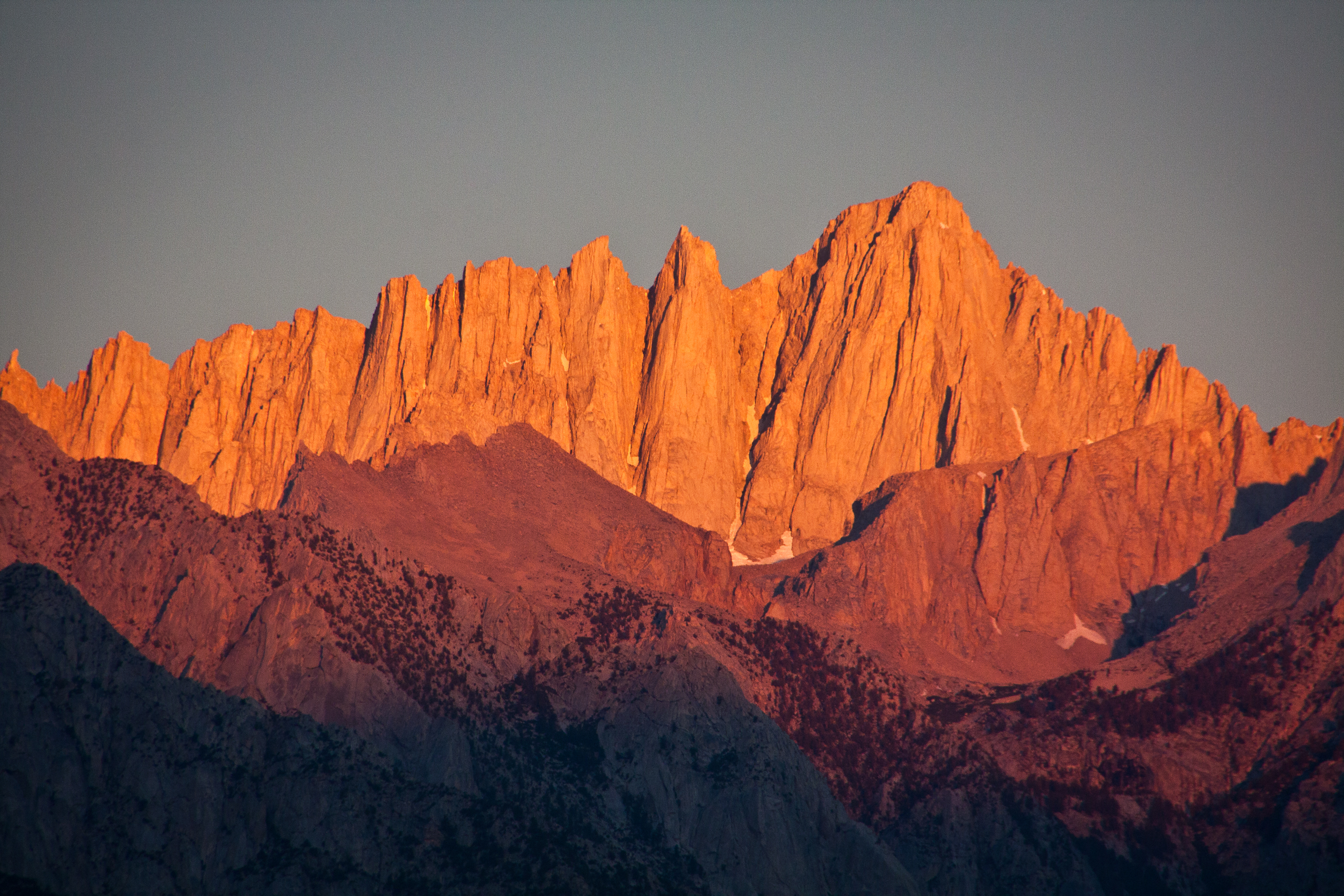
Mount Whitney

Mount Whitney – szczyt w Sierra Nevada w Kalifornii (USA). Wysokość góry wynosi 4421 m (14 505 stóp) n.p.m., dzięki czemu jest to najwyższy szczyt w całej Kalifornii i najwyższy szczyt kontynentalnych Stanów Zjednoczonych. Góra jest zbudowana z granitu.
Nazwa Mount Whitney pochodzi od nazwiska kalifornijskiego geologa - Josiaha Whitneya. Po raz pierwszy została zdobyta w 1873 przez trzyosobową wyprawę, w której skład wchodzili: Charles Begole, A. H. Johnson oraz John Lucas.